# Campionati europei giovanili di nuoto 1997
I XXIV Campionati europei giovanili di nuoto e tuffi si sono disputati nella sede di Glasgow per il nuoto e di Edimburgo per i tuffi dal 31 luglio al 3 agosto 1997.
Hanno partecipato alla manifestazione le federazioni iscritte alla LEN; questi i criteri di ammissione:
- A partire da questa edizione le nuotatrici di 15 e 16 anni (1982 e 1981) e i nuotatori di 17 e 18 (1980 e 1979)
- le tuffatrici e i tuffatori di 16, 17 e 18 anni (1981, 1980 e 1979) per la categoria "A"; Le ragazze e i ragazzi di 14 e 15 anni (1983 e 1982) per la categoria "B".

## Podi

### Uomini
| Evento               | Oro                | Tempo    | Argento          | Tempo    | Bronzo            | Tempo    |
| Stile libero         |                    |          |                  |          |                   |          |
| 100 m                | Kai Hanschmann     | 51"17    | Tamas Kerekjarto | 51"35    | Mauro Gallo       | 51"48    |
| 200 m                | Jens Huhlmann      | 1'52"32  | Tamas Kerekjarto | 1'52"45  | Max van Bodungen  | 1'52"65  |
| 400 m                | Denys Zavgorodny   | 3'53"66  | Jörg Hünecke     | 3'54"88  | Dragoș Coman      | 3'57"40  |
| 1500 m               | Denys Zavgorodny   | 15'13"69 | Jörg Hünecke     | 15'28"62 | Johan Le Bihan    | 15'35"20 |
| Dorso                |                    |          |                  |          |                   |          |
| 100 m                | David Ortega       | 56"63    | Pavel Pozniak    | 56"89    | Robert Kroll      | 56"93    |
| 200 m                | Sebastian Halgasch | 2'01"80  | David Ortega     | 2'02"33  | Simon Dufour      | 2'03"14  |
| Rana                 |                    |          |                  |          |                   |          |
| 100 m                | Roman Sludnov      | 1'03"21  | Oleg Lisogor     | 1'03"39  | Darren Mew        | 1'03"48  |
| 200 m                | Pavel Anokhin      | 2'16"36  | Adam Whitehead   | 2'17"02  | Roman Sludnov     | 2'18"05  |
| Farfalla             |                    |          |                  |          |                   |          |
| 100 m                | Joris Keizer       | 54"84    | Anatoli Poliakov | 55"06    | Robert Greenwood  | 55"11    |
| 200 m                | Anatoli Poliakov   | 2'00"92  | Gergely Unghváry | 2'02"14  | Robert Greenwood  | 2'02"66  |
| Misti                |                    |          |                  |          |                   |          |
| 200 m                | Tamas Kerekjarto   | 2'03"62  | Micke Jacobsson  | 2'05"87  | Miguel Santaolaya | 2'06"00  |
| 400 m                | Miguel Santaolaya  | 4'25"73  | Micke Jacobsson  | 4'26"01  | Johan Le Bihan    | 4'27"45  |
| Staffette            |                    |          |                  |          |                   |          |
| 4x100 m stile libero | Regno Unito        | 3'24"83  | Germania         | 3'25"66  | Italia            | 3'26"21  |
| 4x200 m stile libero | Germania           | 7'31"82  | Italia           | 7'34"11  | Russia            | 7'34"15  |
| 4x100 m misti        | Russia             | 3'46"56  | Germania         | 3'47"25  | Regno Unito       | 3'47"55  |

### Donne
| Evento               | Oro               | Tempo   | Argento           | Tempo   | Bronzo                 | Tempo   |
| Stile libero         |                   |         |                   |         |                        |         |
| 100 m                | Camelia Potec     | 56"65   | Fabienne Dufour   | 57"30   | Melanie Marshall       | 57"37   |
| 200 m                | Camelia Potec     | 2'00"41 | Janina Götz       | 2'01"33 | Nadiya Beshevli        | 2'02"97 |
| 400 m                | Camelia Potec     | 4'11"96 | Hannah Stockbauer | 4'12"84 | Janina Götz            | 4'13"41 |
| 800 m                | Flavia Rigamonti  | 8'38"90 | Hannah Stockbauer | 8'40"69 | Janina Götz            | 8'44"12 |
| Dorso                |                   |         |                   |         |                        |         |
| 100 m                | Yulia Fomenko     | 1'03"49 | Katy Sexton       | 1'03"70 | Alena Nyvltova         | 1'03"92 |
| 200 m                | Yulia Fomenko     | 2'15"66 | Jinthana Bauer    | 2'17"40 | Laura Porchianello     | 2'17"47 |
| Rana                 |                   |         |                   |         |                        |         |
| 100 m                | Ludmila Mamontova | 1'11"26 | Anett Pecsi       | 1'11"66 | Agnieszka Braszkiewicz | 1'12"48 |
| 200 m                | Inna Nikitina     | 2'28"83 | Olesja Monchak    | 2'33"13 | Anett Pecsi            | 2'33"99 |
| Farfalla             |                   |         |                   |         |                        |         |
| 100 m                | Fabienne Dufour   | 1'01"44 | Zhanna Lozumyrska | 1'02"22 | Anna Nyiry             | 1'02"45 |
| 200 m                | Mireia Garcia     | 2'14"28 | Mariana Sica      | 2'15"68 | Franziska Willwoldt    | 2'16"24 |
| Misti                |                   |         |                   |         |                        |         |
| 200 m                | Yana Klochkova    | 2'16"57 | Simona Păduraru   | 2'19"06 | Kinga Jelonek          | 2'20"10 |
| 400 m                | Yana Klochkova    | 4'43"79 | Simona Păduraru   | 4'52"87 | Jodie Swallow          | 4'53"04 |
| Staffette            |                   |         |                   |         |                        |         |
| 4x100 m stile libero | Regno Unito       | 3'50"74 | Germania          | 3'51"49 | Svezia                 | 3'54"55 |
| 4x200 m stile libero | Germania          | 8'17"45 | Paesi Bassi       | 8'22"31 | Italia                 | 8'22"96 |
| 4x100 m misti        | Germania          | 4'15"62 | Russia            | 4'15"95 | Ucraina                | 4'16"21 |

### Tuffi
| Evento                  | Oro                     | Punti  | Argento            | Punti  | Bronzo              | Punti  |
| Uomini - categoria "A"  |                         |        |                    |        |                     |        |
| trampolino 1m           | Sergei Kuchmasov        | 487,70 | Igor Lukashin      | 474,80 | Thomas Walsch       | 472,25 |
| trampolino 3m           | Khorunzhy               | 559,95 | Sergei Kuchmasov   | 541,75 | Igor Lukashin       | 537,10 |
| piattaforma             | Igor Lukashin           | 569,35 | Peter Waterfield   | 504,95 | Aljaksandr Varlamaŭ | 486,30 |
| Ragazzi - categoria "B" |                         |        |                    |        |                     |        |
| trampolino 1m           | Patrick Rodriguez-Rubio | 333,05 | Tommaso Marconi    | 321,40 | Roman Kormylitsin   | 315,70 |
| trampolino 3m           | Roman Kormylitsin       | 376,45 | Dariusz Górniak    | 338,10 | Blake Aldridge      | 333,95 |
| piattaforma             | Roman Kormylitsin       | 309,25 | Dariusz Górniak    | 283,85 | András Hajnal       | 280,40 |
| Donne - categoria "A"   |                         |        |                    |        |                     |        |
| trampolino 1m           | Anna Lindberg           | 432,55 | Ditte Kotzian      | 422,80 | Silvia Gbur         | 402,45 |
| trampolino 3m           | Anna Lindberg           | 493,15 | Ditte Kotzian      | 475,30 | Natalia Oumyskova   | 450,10 |
| piattaforma             | Olga Khristoforova      | 396,75 | Svitlana Serbina   | 388,75 | Ditte Kotzian       | 374,60 |
| Ragazze - categoria "B" |                         |        |                    |        |                     |        |
| trampolino 1m           | Sarah Soo               | 294,85 | Valentina Marocchi | 288,70 | Heike Fischer       | 280,65 |
| trampolino 3m           | Yulia Saukhina          | 330,20 | Anna Kiess         | 325,95 | Sarah Soo           | 325,00 |
| piattaforma             | Anna Kiess              | 259,65 | Luiza Nemteanu     | 240,30 | Glukhova            | 325,85 |

## Medagliere
- Nuoto

| Posizione | Paese         | Oro | Argento | Bronzo | Totale |
| --------- | ------------- | --- | ------- | ------ | ------ |
| 1         | Russia        | 7   | 3       | 2      | 12     |
| 2         | Germania      | 6   | 9       | 4      | 19     |
| 3         | Ucraina       | 5   | 2       | 2      | 9      |
| 4         | Romania       | 3   | 3       | 1      | 7      |
| 5         | Spagna        | 3   | 1       | 1      | 5      |
| 6         | Gran Bretagna | 2   | 2       | 6      | 10     |
| 7         | Ungheria      | 1   | 4       | 2      | 7      |
| 8=        | Belgio        | 1   | 1       | 0      | 2      |
| 8=        | Paesi Bassi   | 1   | 1       | 0      | 2      |
| 10        | Svizzera      | 1   | 0       | 0      | 1      |
| 11        | Svezia        | 0   | 2       | 2      | 4      |
| 12        | Italia        | 0   | 1       | 4      | 5      |
| 13        | Bielorussia   | 0   | 1       | 0      | 1      |
| 14        | Francia       | 0   | 0       | 3      | 3      |
| 15        | Polonia       | 0   | 0       | 2      | 2      |
| 16        | Rep. Ceca     | 0   | 0       | 1      | 1      |
| totale    |               | 30  | 30      | 30     | 90     |

- Tuffi

| Posizione | Paese         | Oro | Argento | Bronzo | Totale |
| --------- | ------------- | --- | ------- | ------ | ------ |
| 1         | Russia        | 6   | 2       | 5      | 13     |
| 2         | Germania      | 2   | 3       | 4      | 9      |
| 3         | Svezia        | 2   | 0       | 0      | 2      |
| 4         | Gran Bretagna | 1   | 1       | 2      | 4      |
| 5         | Ucraina       | 1   | 1       | 0      | 2      |
| 6=        | Italia        | 0   | 2       | 0      | 2      |
| 6=        | Polonia       | 0   | 2       | 0      | 2      |
| 8         | Romania       | 0   | 1       | 0      | 1      |
| 9         | Ungheria      | 0   | 0       | 1      | 1      |
| totale    |               | 12  | 12      | 12     | 36     |